# Huckleberry Finn
Huckleberry Finn je hlavní chlapecká postava románu Dobrodružství Huckleberryho Finna (1884) od Marka Twaina. Objevila se však již v dřívějším románu Dobrodružství Toma Sawyera (1876) a vystupuje i v dalších Twainových knihách, například v Tom Sawyer Abroad (1894), Tom Sawyer detektivem (1896). Huckleberry mnoho svých aktivit provádí se svým kamarádem Tomem Sawyerem.
V Dobrodružství Toma Sawyera Huckleberry nemá matku a jeho otec je věčně opilý a nestará se o něj. Huck je chudý a převážně vyrůstá na ulici. Nechodí do školy, ani do kostela. Je to velký nezbeda, ale má dobré srdce. Lidé v městečku ho nemají rádi a zakazují svým dětem se s ním stýkat. Nakonec začne bydlet u vdovy Douglasové, které zachránil život, a ta se ho se svou sestrou pokouší civilizovat.
Dobrodružství Huckleberryho Finna je vyprávěno Huckem v první osobě (ich-formě), lidovým jazykem, považovaným tehdy za sprostý a primitivní. Otec jej unese do divočiny. Huck není spokojen ani s civilizovaným, ani s necivilizovaným životem a utíká pryč. Velkou část příběhu tvoří putování společně s uprchlým Jimem.
V překladu Toma Sawyera Karla Kohlmana z roku 1900 je uváděn jako Frantík Finnů.